# Бербен, Ирис
И́рис Бе́рбен (нем. Iris Berben; род. 12 августа 1950[…], Детмольд, Северный Рейн-Вестфалия) — немецкая актриса.

## Биография
Ирис Бербен родилась в Детмольде, а выросла в Гамбурге. После Шестидневной войны в 1967 году Ирис Бербен отправилась в Израиль, затем состояла в отношениях с израильским певцом Аби Офарима. С тех пор она была связана с произраильским лобби и вела кампанию против антисемитизма.
За свою карьеру с 1968 года Бербен снялась в 126 фильмах и телесериалах и стала лауреатом девяти кинопремий и номинанткой на восемь.
В 2010 году Ирис Бербен вместе с Бруно Ганцем была избрана президентом Немецкой киноакадемии.
В 1970-х годах Ирис состояла в фактическом браке. В 1971 году у Ирис Бербен родился сын Оливер Бербен, ставший кинопродюсером.